# Megacyllene mellyi
Megacyllene mellyi là một loài bọ cánh cứng trong họ Cerambycidae.